# Hunga minutiflora
Espèce
Hunga minutiflora est une espèce de plantes à fleurs de la famille des Chrysobalanaceae. C'est un arbuste endémique à la Nouvelle-Calédonie.

## Synonymes
- Parinari minutiflora Baker f.
- Licania balansae Guillaumin
- Licania tontoutensis (Guillaumin) Kosterm.
- Parinari tontoutensis Guillaumin

## Description
- Arbuste de 4 m de haut[2].
- Fleurs blanchâtres sur des inflorescences courtes axillaires[3].

## Répartition
Dans les forêts humides, les forêts-galeries et le maquis arbustif du sud, et aussi à Katépahié au nord-ouest de la Grande Terre en Nouvelle-Calédonie.